# Коронавірусна хвороба 2019 в Індонезії
Спалах коронавірусної хвороби 2019 в Індонезії — це поширення пандемії коронавірусної хвороби 2019 на територію Індонезії. Перший випадок хвороби на території країни виявлено 2 березня 2020 року, після того, як у інструкторки з танців та її матері підтверджено позитивний результат аналізу на коронавірусну хворобу. До цього обидві контактували з громадянином Японії.
До 9 квітня пандемія поширилася на всі провінції країни, коли в останній з 34 провінцій Горонтало зареєстрований випадок коронавірусної хвороби, найбільш постраждалими регіонами виявились Джакарта, Східна Ява та Західна Ява. 13 липня уперше показник одужань перевищив показник вперше виявлених хворих.
Станом на 24 березня 2023 року в Індонезії зареєстровано 6743171 випадків коронавірусної хвороби, що є другим за величиною показником у Південно-Східній Азії після В'єтнаму. За кількістю померлих унаслідок коронавірусної хвороби Індонезія займає 2 місце в Азії та 9місце в світі. Однак аналіз даних показав, що кількість смертей може бути набагато вищою, ніж повідомлялося, оскільки ті, хто помер із гострими симптомами COVID-19, але не підтверджені чи не пройшли тестування, не були враховані в офіційній цифрі смертності.
В Індонезії проведено 74929693 обстежень на коронавірус на 270 мільйонів населення країни, тобто близько 277308 обстежень на мільйон осіб. ВООЗ закликала Індонезію проводити більше тестів, особливо для хворих з підозрою на коронавірусну хворобу.
В Індонезії, на відміну він більшості країн, не вводився загальнонаціональний локдаун, а вводились лише значні соціальні обмеження для окремих провінцій та міст, які продовжують діяти у трьох провінціях, а також ще у 5 округах і муніципалітетах. У більшості провінцій та округів суворі обмеження знято, у них запроваджено полегшені карантинні обмеження. Ця політика зазнала великої критики, і розглядається багатьма як катастрофа у зв'язку з постійним зростанням кількості нових випадків хвороби. 30 грудня 2022 року обмеження було знято для всіх регіонів Індонезії, оскільки задоволений імунітет населення перевищив очікування, хоча це не призвело до скасування статусу пандемії.
13 січня 2021 року президента Джоко Відодо вакцинували у президентському палаці, офіційно розпочавши програму вакцинації в Індонезії. Станом на 18:00 5 лютого 2023 року за місцевим часом 204266655 осіб у країні отримали першу дозу вакцини, а 175131893 особи були повністю вакциновані; 69597474 з них були щеплені бустерною або третьою дозою вакцини.

## Хронологія

### 2020
З початку січня до кінця лютого 2020 року в Індонезії не реєструвалися випадки коронавірусної хвороби, хоча й у більшості сусідніх країн, зокрема в Малайзії, Сингапурі, Філіппінах та Австралії, вже реєструвалися випадки коронавірусної хвороби. Також не переривалось транспортне сполучення з країнами з високим рівнем захворюваності на COVID-19, зокрема з Південною Кореєю та Таїландом. Частина експертів з охорони здоров'я та учених Гарвардського університету застерігали, що Індонезія погано підготовлена до спалаху коронавірусної хвороби, тому перші випадки хвороби можуть бути діагностовані невчасно.
2 березня 2020 року президент Індонезії Джоко Відодо повіомив про виявлення перших двох випадків коронавірусної хвороби в країні. Ними стали інструктор з танців та її мати в Депоку (провінція Західна Ява), які проводили заняття з танців у районі Джакарти Кеманг. Одним із тих, хто контактували з хворими, був громадянин Японії, у якого пізніше виявили коронавірусну хворобу в Малайзії. Після повідомлення малайзійських владних структур про інфікування цього японця індонезійські урядові структури розпочали відстеження тих осіб. які контактували з японцем та першими індонезійськими хворими.
Початково цей кластер коронавірусної хвороби названий «кластером Джакарти», або «кластером школи танців», у зв'язку з первинним вогнищем інфекції. Після виявлення перших випадків кількість зареєстрованих випадків коронавірусною хворобою у країні розпочала невпинно зростати. До 8 березня виявлено 6 хворих, які відвідували школу танців, ще один хворий індонезієць евакуйований із судна «Diamond Princess». Кілька перших випадків коронавірусної хвороби у Західній Яві та Джакарті пов'язані з кластером танцювальної школи.
Перші виявлені в країні випадки інфікування коронавірусом не були першими громадянами Індонезії, які захворіли коронавірусною хворобою. Зокрема, у січні 2020 року служниця з Індонезії заразилась коронавірусною хворобою від свого господаря в Сінгапурі.
Перша підтверджена смерть від COVID-19 у країні підтверджено 11 березня, коли на Балі помер 53-річний громадянин Великої Британії. Проте 14 березня виявлено, що у працівника «Telkom Indonesia», який помер 3 березня, виявлено посмертний позивний результат обстеження на коронавірус.
11-річна дівчинка, яка померла 20 березня в Памекасані на острові Мадура, стала наймолодшою офіційно визнаною жертвою коронавірусної хвороби в країні. 11 квітня 11-місячна дитина померла в регіональній лікарні в Кендарі на острові Сулавесі, у той час, коли вона знаходилась у статусі пацієнта під наглядом з приводу коронавірусної хвороби.
Новонароджена дитина з Манадо (штат Північне Сулавесі), яка померла 19 травня, була оголошена наймолодшим хворим коронавірусною хворобою в Індонезії. 30 травня 100-річний чоловік з Сурабаї видужав, ставши найстаршим хворим коронавірусною хворобою, який одужав у країні.

### 2021
11 січня Індонезія дозволила використання вакцини Sinovac, що вироблялась у КНР.

## Заходи щодо боротьби з поширенням хвороби

### Урядові заходи

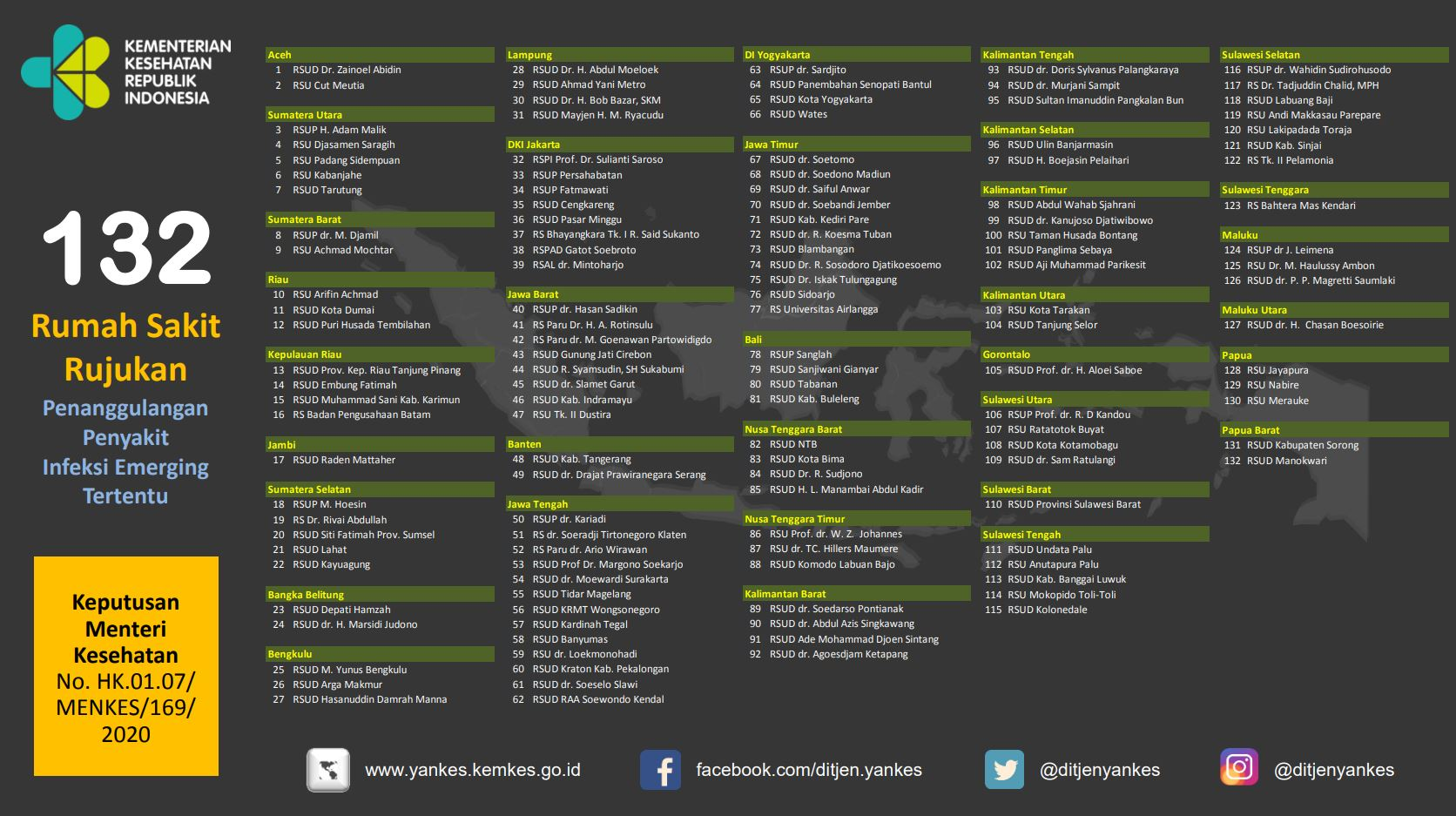
Список базових медичних закладів для лікування коронавірусної хвороби в Індонезії

5 лютого 2020 року Індонезія призупинила транспортне сполучення з материковим Китаєм. Також уряд країни припинив видачу віз по прибуттю в країну та безкоштовних віз громадянам Китаю. Громадянам, які проживають або знаходились проїздом у материковому за 14 днів до цього, заборонено в'їзд до країни або транзит через Індонезію. Громадянам Індонезії не рекомендовано відвідувати Китай.
З 8 березня обмежено транспортне сполучення також з іншими найбільш постраждалими від епідемії коронавірусної хвороби регіонами: Тегу і Північною Кьонсан (Південна Корея), Ломбардією, Венето й Емілією-Романьєю ((Італія)), Тегераном та Кум (Іран). Особи, які відвідували ці країни, за винятком цих регіонів, для проїзду на територію Індонезії повинні мати дійсний сертифікат про свій стан здоров'я. Хоча Індонезія встановила обмеження на в'їзд громадян Південної Кореї, авіаційне сполучення між країнами не призупинялось.
Міністерство охорони здоров'я Індонезії зобов'язало керівників установ установити теплові сканери у 135 аеропортах і морських портах країни, та повідомило, що в країні розгортаються 100 провізорних госпіталів для ізоляції підозрілих на COVID-19 випадків згідно рекомендацій ВООЗ. З 4 березня сканування температури тіла в пасажирів, які прибувають для посадки на потяг, запроваджено в метро Джакарти, і пасажирам з високою температурою заборонено вхід до метро. Сканування температури тіла запроваджено також у низці торгових центрів та учбових закладів.
Після підтвердження першої смерті від коронавірусної хвороби в країні уряд Індонезії визнав, що в країні виникають труднощі з виявленням хворих серед осіб. які прибувають до країни, пошуком контактних осіб, а також встановлення маршруту пересування хворих та контактних осіб.
Влада країни планувала перетворити приміщення на острові Галанг, на якій раніше розміщувався табір для біженців з В'єтнаму, в лікарню на 1000 ліжок, спеціально обладнану для прийому хворих коронавірусною хворобою та іншими інфекційними захворюваннями.
13 березня уряд Індонезії видав розпорядження про розгортання 132 базових лікувальних закладів для лікування коронавірусної хвороби на всій території країни. 18 березня повідомлено про розгортання ще 227 додаткових лікарень для хворих коронавірусною хворобою, зокрема 109 військових госпіталів, 53 поліцейські госпіталі та 65 лікарень державних підприємств. Уряд країни також створив групу швидкого реагування на епідемію COVID-19. Її очолив генерал Доні Монардо. Того ж дня міністр внутрішніх справ Індонезії Тіто Карнавіан закликав усіх керівників провінцій скасувати усі відрядження за кордон, крім термінових.
15 березня президент Індонезії Джоко Відодо закликав усіх громадян країни дотримуватися рекомедованого епідеміологами соціального дистанціювання задля сповільнення поширення коронавірусної хвороби в країні. Податкова служба Індонезії оголосила про відтермінування податкової звітності до 30 квітня 2020 року.
16 березня міністерство державних підприємств Індонезії розпорядилось, щоб його працівники старші 50 років працювали на дому. Президент країни Джоко Відодо також уточнив, що рішення про впровадження обмежень у пересуванні громадян у містах чи провінціях має бути прийняте лише після консультацій з центральною владою.
У зв'язку з тим, що у кількох регіонах країни вирішено закрити школи на карантин, міністр освіти країни Надіем Макарім повідомив, що міністерство буде допомагати школам в організації онлайн-навчання, надаючи їм безкоштовні навчальні інтернет-портали. Міністр фінансів країни Шрі Муляні також оголосив про перенесення частини бюджету розвитку на 1 трильйон індонезійських рупій на охорону здоров'я та профілактикі заходи для запобігання поширення інфекції.
17 березня опубліковані протоколи лікування COVID-19. Міністерство закордонних справ Індонезії посилило обмеження на в'їзд до країни, тимчасово скасувавши безвізовий в'їзд до країни на один місяць, та заборонивши транзит через країну чи прибуття особам, які відвідували Іран, Італію, Ватикан, Іспанію, Францію, Німеччину, Швейцарію та Велику Британію протягом останніх 14 днів.
18 березня уряд країни запустив сайт covid19.go.id [Архівовано 25 березня 2020 у Wayback Machine.], який став офіційним джерелом інформації щодо боротьби з поширенням коронавірусної хвороби в Індонезії. Цього ж дня повідомлено, що спортивне селище Кемайоран, збудоване для проживання учасників Азійських ігор 2018 року, переобладнується в лікарню для хворих коронавірусною хворобою, в яких після огладу лікаря встановлена легка форма хвороби. Переобладнання офіційно завершене 23 березня.
19 березня Банк Індонезії вирішив знизити банківську процентну ставку до 4,5 % як доповнення до 6 інших стимулюючих економічних заходів, які прийняті в країні для підтримки економіки у період епідемії COVID-19. Того ж дня керівник Національної поліції Індонезії Ідхам Азіз опублікував інструкції для всіх поліцейських щодо забезпечення дотримання усіма громадянами соціального дистанціювання, задля чого забороняються зібрання та скупчення людей у громадських місцях.
27 березня уряд країни повідомив, що має намір заборонити в цьому році проведення традиційного обряду мудік, під час якого індонезійці, які працюють у великих містах, відвідують свої рідні села та родичів, щоб міські жителі не поширювали хворобу до численних невеликих міст і сіл по всьому архіпелагу.
30 березня президент Індонезії Джоко Відодо відмовився накладати жорсткі обмеження на пересування в регіоні Джакарти. Після скасування запланованого призупинення автомобільного транспортного сполучення в районі Великої Джакарти продовжили курсувати всі автобуси, які працюють на усіх приміських та міжміських автобусних маршрутах, що з'єднують Джакарту з іншими містами та провінціями.
31 березня влада Індонезії оголосила про виділення з бюджету країни 405 трильйонів індонезійських рупій для боротьби з поширенням коронавірусної хвороби. Очікується, що це спричинить дефіцит бюджету в 5 %. Уряд виділить 75 трильйонів рупій додатково на охорону здоров'я, 110 трильйонів рупій на заходи з соціального захисту населення, та 70,1 трильйона рупій на податкові пільги та кредити для підприємців. Найвагоміша частка з цієї суми, 150 трильйонів рупій, буде виділена на програми відновлення економіки, включно з реструктуризацією кредитів, та підтримку малого та середнього бізнесу.
13 квітня президент Індонезії Джоко Відодо оголосив у країні надзвичайний стан у зв'язку з епідемією коронавірусної хвороби, після того, як у країні захворіли 4557 осіб та померли 399 хворих. Міністр з політичних і правових питань та безпеки Індонезії Мохаммад Махмуд оголосив, що введення надзвичайного стану не належить до форс-мажорних обставин.
21 квітня президент країни оголосив, що він заборонив з 24 квітня проводити цього року традиційний обряд мудік, під час якого жителі великих міст відвідують своїх родичів у селах, щоб попередити масове поширення коронавірусної хвороби перед святом Рамадан.
У кінці квітня президент країни Джоко Відодо у дзвінку президенту Дональду Трампу закликав США про поставки до Індонезії необхідного медичного обладнання для боротьби з поширенням коронавірусної інфекції, у тому числі апаратів штучної вентиляції легень. Трамп у відповідь 24 квітня повідомив, що уряд США розгляне це прохання, та ще раз підкреслив про продовження посилення економічної співпраці з Індонезією.

### Вакцинація проти COVID-19
Вакцинацію проти COVID-19 в Індонезії розпочали 13 січня 2021 року, коли в президентському палаці вакцинували президента Джоко Відодо. 13 жовтня 2022 року президент країни офіційно запустив виробництво індонезійської вакцини проти COVID-19 «IndoVac».

### Заходи щодо стимулювання економіки
Уряд Індонезії розпорядився виділити 10,3 трильйонів індонезійських рупій для стимулювання туристичного сектору економіки, які будуть направлені на зниження вартості цін на квитки та податків на ресторани, щоб зменшити негативний вплив пандемії коронавірусної хвороби на туристичну галузь. Ці гроші підуть на зниження вартості квитків на 10 основних туристичних напрямків, зокрема Батам, Денпасар, Джок'якарта, Лабуан Баджо, Ломбок, Маланг, Манадо, озеро Тоба (аеропорт Сілангіт), Танджунгпандан і Танджунгпінанг, яке буде діяти з березня по травень 2020 року. Ціни на квитки для дешевих авіакомпаній знижуються на 50 %, для середніх на 48 %, а для авіакомпаній з повним обслуговуванням — на 45 %. Знижка на вартість квитків на ці рейси надходить безпосередньо з фонду стимулювання державного бюджету на суму 444,39 мільярда рупій, для закупівлі квитків за зниженою вартістю на 30 % для 25 % пасажирів за один рейс. Окрім цього введено ще три види знижок на квиткіцв, дві на суми по 100 мільярдів рупій, та ще одна знижка на 260 мільярдів рупій, так що в цілому знижка надана на загальну суму в 960 мільярдів рупій, та може становити до 50 % вартості квитка. Також для стимулювання туристичного сектору економіки додатково виділено 3 трильйони рупій для зниження податків на ресторани. На 10 туристичних напрямках узагалі скасовані податки на ресторани, а для їх компенсації місцева влада отримає кошти від центрального уряду.

### Заходи регіональної влади

#### Зони встановлення режиму надзвичайної ситуації
- Джакарта : 20 березня — 19 квітня[75][76]
- Депок : 18 березня — 29 травня[75]
- Джокьякарта : 20 березня — 29 травня[75]
- Богор : 15 березня — 29 травня[75]
- Східна Ява : 14 березня — 29 травня[75]
- Бантен : 15 березня — 29 травня[75]
- Східний Калімантан : 18 березня — 29 травня[75]
- Західний Калімантан : 10 березня — 29 травня[75]
- Західна Ява : 19 березня — 29 травня[75]
- Папуа : 17 березня — 17 квітня[77]
- Ачех : 20 березня — 29 травня[78]
- Північна Суматра : 31 березня — 29 травня[79]
- Південний Калімантан : 22 березня — 29 травня[80]

#### Значні соціальні обмеження
Окремі провінції мають право звернутися до міністерства охорони здоров'я Індонезії з проханням про введення значних соціальних обмежень, разом із підтвердженням місцевих обмежувальних та пом'якшувальних карантинних заходів. Якщо це прохання буде затверджено міністерством, місцева влада самостійно визначається з початком дії заходів, тривалість яких початково встановлюється в два тижні.
Згідно з діючими обмеженнями, усі види громадського транспорту повинні працювати у менший проміжок часу та з обмеженням на кількість пасажирів у ньому. Підприємства, які не виробляють життєво необхідної продукції, та магазини, які не продають життєво необхідні товари, повинні бути закриті. Заклади громадського харчування та продуктові намети повинні працювати суто на винос, ринки та решта торгових закладів повинні дотримуватися правил соціального дистанціювання. У залежності від району приватні перевізники також повинні дотримуватися обмежень у кількості пасажирів на рейс, для приватних пасажирських перевезень також є обов'язковий масковий режим для пасажирів.

#### Провінція Ачех
12 березня виконувач обов'язків губернатора провінції Ачех Нова Іріансія закликав усіх ачехців не піддаватися спокусам, та утриматися від діяльності, несумісної з ісламськими цінностями та законами шаріату.
15 березня у зв'язку зі швидким збільшенням кількості хворих коронавірусною інфекцією у провінції Ачех закриті всі школи на невизначений час. 16 березня місто Сабанг заборонило в'їзд для іноземців для запобігання поширення коронавірусної інфекції.
20 березня виконувач обов'язків губернатора провінції Ачех Нова Іріансія оголосив у провінції надзвичайний стан терміном на 71 добу до 29 травня.

#### Провінція Бантен
15 березня губернатор провінції Бантен Вахідін Халім оголосив у провінції надзвичайний стан, і дав розпорядження закрити всі школи в провінції на два тижні.

#### Центральна Ява
13 березня міська влада Суракарти в провінції Центральна Ява ухвалила рішення закрити всі початкові та середні школи в місті на два тижні, після того, як у місті виявлено три випадки коронавірусної хвороби. Міський голова Хаді Рудіятмо заявив, що місто знаходиться в зоні надзвичайної ситуації. Того ж дня влада округу Сраґен ухвалила рішення закрити всі початкові школи та дитячі садки на своїй території щонайменше на тиждень, припинення навчання у старших класах шкіл має вирішити влада провінції.
14 березня губернатор Центральної Яви Ґанджар Праново розпорядився закрити всі дитячі садки та початкові школи в провінції. Середні школи будуть працювати до закінчення екзаменаційної сесії. Місто Салатіґа закрило всі школи 15 березня. Міська влада додатково виділила 3 мільярди рупій на медичну допомогу.
25 березня губернатор провінції повідомив, що всі школи в провінції будуть закриті до 13 квітня.
26 квітня міста Суракарта, Семаранг, Салатіґа, та округ Сукохаржо оголосили, що відкриття дитячих садків та шкіл перенесено на 13 квітня.
27 березня, попри заяву президента країни про те, що встановлення локдауну проводиться за узгодженням з центральною владою, мер міста Тегал Деді Йон Супрійоно оголосив у місті локдаун. Він наказав перекрити всі в'їзди до міста бетонними загородженнями, а ті, хто захоче в'їхати до міста, мають пройти детальний медичний огляд та відбути 14-денний карантин. Одночасно губернатор Центральної Яви Ґанджар Праново заявив, що локдаун може бути накладений лише на частину міста Тегал, а не на все місто.

#### Джакарта
2 березня, після підтвердження перших випадків коронавірусної хвороби, губернатор Джакарти Аніс Басведан призупинив видачу дозволів на проведення масових зібрань. До їх числа входять концерти гуртів «Foals», «Babymetal», «Head in the Clouds» та «Theatre Dream».
13 березня, після виявлення на території міста 69 позитивних випадків коронавірусної хвороби, міська влада закрила кілька популярних туристичних об'єктів міста, зокрема Анкол Дрімленд, зоопарк Рагунан, Національний монумент незалежності, а також кілька державних музеїв, на карантин на два тижні. Ісламська організація «Мухаммадія» створила штаб з боротьби з коронавірусною хворобою, надавши для хворих 20 своїх лікарень. Штабом з боротьби з поширенням коронавірусної хвороби в організації «Мухамаддія» керує спеціаліст з екстреної допомоги Корона Рінтаван.
14 березня губернатор Джакарти Аніс Басведан вирішив призупинити навчання та екзамени в школах на два тижні для запобігання подальшому поширенню коронавірусної хвороби в столичному регіоні.
15 березня уряд провінції Джакарта розпочав розгортання додаткових ліжок для хворих з підозрою на коронавірусну хворобу в лікувальних закладах, які призначені для хворих на COVID-19, заплановано додатково розгорнути від 500 до 1000 ліжок.
16 березня метрополітен Джакарти, служба автобусного транспорту «Трансджакарта» та місцева служба залізничних перевезень розпочали скорочення кількості рейсів, напрямків та часу роботи пасажирського транспорту (встановлено рух транспорту від 06:00 до 18:00), проте невдовзі це рішення скасували у зв'язку з великими скупченнями людей на автобусних зупинках та залізничних станціях і станціях метро вранці. Практика закриття маршрутів по черзі не виправдала себе, та була скасована під час різкого стрибка кількості хворих коронавірусною хворобою.
20 березня губернатор Джакарти Аніс Басведан оголосив надзвичайний стан на території усієї провінції на 14 днів до 2 квітня. 28 березня уряд провінції продовжує надзвичайний стан на території столичної області до 19 квітня. 2 квітня губернатор провінції додатково спрямовує 3 трильйони рупій на боротьбу з коронавірусною хворобою, які підуть на боротьбу з хворобою в місті до травня, початково буде надано 1,3 трильйона рупій, пізніше для боротьби з коронавірусною хворобою додатково спрямується ще 2 трильйони рупій.
7 квітня міністерство охорони здоров'я Індонезії підтримало заявку Джакарти на введення комендантської години для стримання поширення коронавірусної хвороби, комендантська година розпочинає діяти з 10 квітня, та буде діяти щонайменше 2 тижні.
21 квітня уряд Джакарти розпочав підготовку 136 шкіл як місць ізоляції для хворих коронавірусною хворобою, це рішення має ще затвердити міністерство освіти країни.

#### Східна Ява

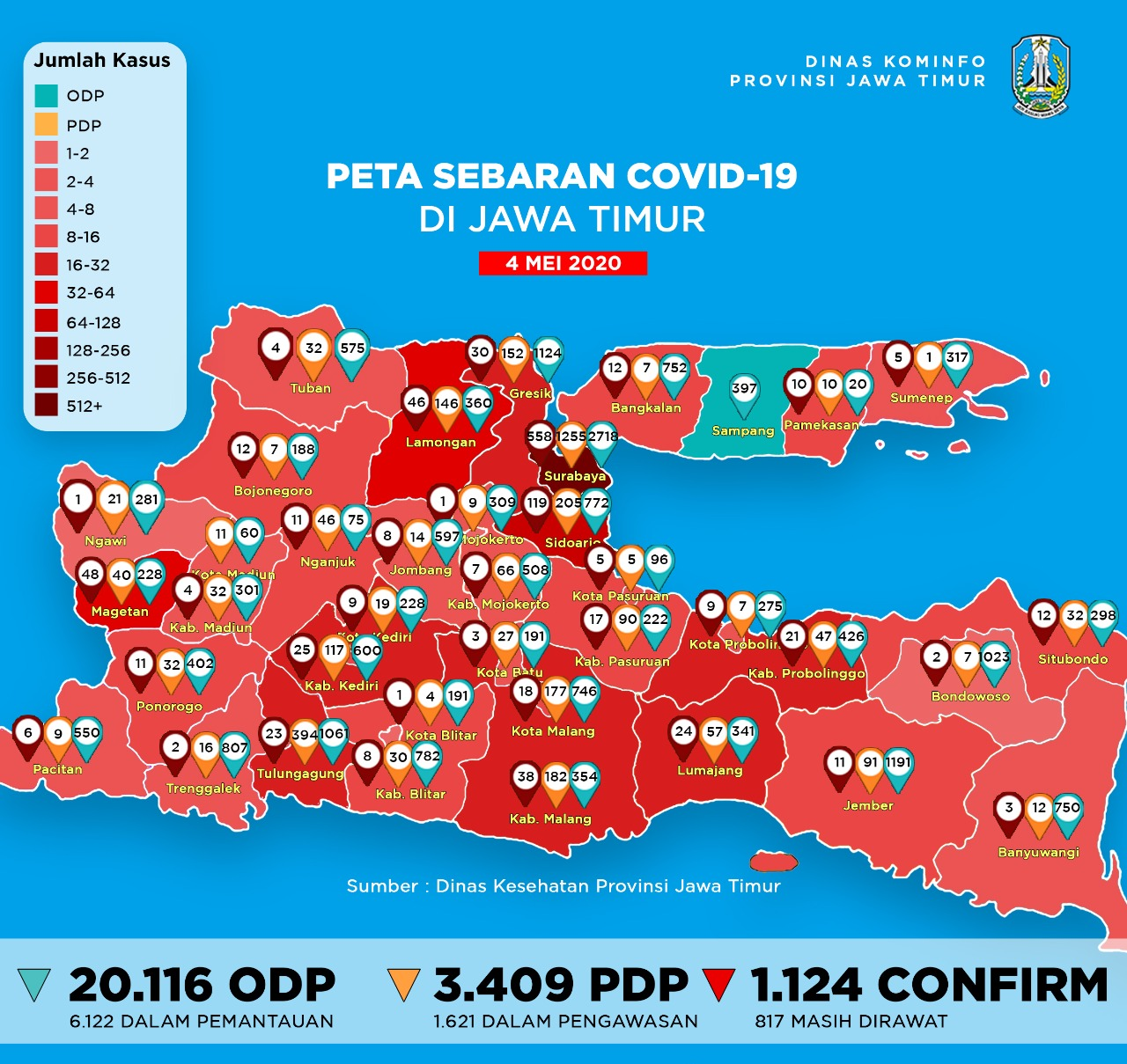
Локалізація підтверджених та підозрюваних випадків у провінції Східна Ява станом на 4 травня 2020

15 березня влада міста Маланг оголосила про закриття всіх шкіл у місті з 16 березня.
Того ж дня губернатор Східної Яви Хофіфа Індар Параванса видав розпорядження про закриття усіх шкіл у провінції. Навчальним закладам усіх рівнів рекомендовано призупинити навчальний процес, проте державні випускні екзамени у провінції поки що не скасовуються.
16 березня міський голова Маланга оголосив про повний локдаун міста з 18 березня. Станом на 16 березня в Маланзі та в усій провінції Східна Ява не виявлено випадків коронавірусної хвороби. Пізніше міський голова уточнив, що локдаун стосується лише міської управи Маланга, а не всього населення міста.
20 березня губернатор провінції Східна Ява оголосив надзвичайний стан на всій території провінції.

#### Північна Суматра
31 березня уряд провінції Північна Суматра оголосив надзвичайний стан на всій території провінції до 29 травня 2020 року.

#### Папуа
24 березня 2020 року уряд провінції Папуа встановив заборону на в'їзд до провінції усіх громадян, за винятком представників логістики та медичних служб, починаючи з 26 березня на 14 днів. Міністр внутрішніх справ Індонезії Тіто Карнавіан не погодився з цим рішенням, заявивши, що рекомендації центрального уряду регіональним урядам полягають не в тому, щоб забороняти транспортний рух, а забороняти масові зібрання людей.

#### Південна Суматра
30 березня губернатор Південної Суматри Герман Деру розпорядився передати селище для учасників Азійських ігор 2018 року в Палембанзі під медичний центр для лікування хворихх коронавірусною хворобою. Він дав йому назву «Здоровий дім для COVID-19» (Rumah Sehat COVID-19).

#### Західна Ява
14 березня міста Депок та Богор вирішили закрити всі навчальні заклади від дитячих садків до вищих учбових закладів до 28 березня 2020 року. Таке ж рішення ухвалила міська влада Бандунга, в якому навчальні заклади закрили на два тижні, рекомендувавши їм перейти на онлайн-навчання.
15 березня опубліковано онлайн-карту поширення коронавірусної хвороби в Західній Яві. Округ Богор запровадив «напівлокдаун» у туристичному районі Пунчак для іноземних туристів, щоб не дозволити їм в'їхати в цей район. Стадіони «Джалак Харупат», «Паканзарі» та «Патріот Чандрабрага» обрані місцем проведення масових швидких тестувань населення на COVID-19.
Заявки на великомасштабне соціальне дистанціювання для міста Депок, міста та округу Богор, та міста й округу Бекасі, які належать до столичного регіону Джакарти, схвалені 11 квітня, та будуть діяти з 15 квітня протягом як мінімум двох тижнів.

#### Західний Калімантан
15 березня 2020 року губернатор провінції Західний Калімантан запровадив карантин для всіх дошкільних та учбових закладів від дитячих садків до старших класів школи. Під час карантину учні повинні знаходитись на домашньому навчанні. Виняток становлять учні старших класів та професійно-технічних середніх шкіл на дату їх відповідних національних випускних іспитів.

### Інші заходи

#### Університети
З початком спалаху коронавірусної хвороби в Індонезії низка університетів вирішили скасувати заняття в аудиторіях, та перейти на онлайн-навчання. 16 березня щонайменше 16 індонезійських університетів повідомили про перехід на онлайн-навчання. Випускні вечори та зібрання студентів скасовані, а студенти та викладачі, які повернулись з-за кордону із країн із підтвердженими випадками коронавірусу, повинні знаходитись удома на самоізоляції. Станом на 14 березня призупинили навчання в аудиторіях багато індонезійських університетів, зокрема Університет Індонезія, Університет Гаджа Мада, Бандунзький Технологічний інститут, Університет Гунадхарма, Університет Атмаджая, та низка інших вищих навчальних закладів. Група індонезійських університетів розробила дезинфекційну камеру для використання під час епідемії коронавірусної хвороби.

#### Корпорації
14 березня «Tokopedia» і «Gojek» розпочали підготовку до переходу до надомної роботи.
15 березня компанія «Unilever Indonesia» оголосила про перехід до надомної роботи. Цей перехід розпочнеться з 16 березня, та буде запроваджений на невизначений термін.
16 березня компанія «Telkomsel», банк «Mandiri», Індонезійський центр звітності та аналізу фінансових операцій, та Банк Індонезії оголосили про перехід до надомної роботи та обмеження перебування своїх працівників у офісах. Такий перехід розпочнеться з 17 березня, та запроваджується на невизначений час.
28 березня у зв'язку зі стрімким поширенням епідемії коронавірусної хвороби авіакомпанія «Indonesia AirAsia» призупиняє всі внутрішні та міжнародні авіарейси. Усі внутрішні рейси призупинені з 1 квітня до 21 квітня 2020 року, міжнародні рейси призупинені з 1 квітня до 17 травня 2020 року. Авіакомпанія «AirAsia» відновлює роботу в Індонезії з 7 травня.
Засновник групи «Mayapada Group» Дато Шрі Тахір, пожертвував 52 мільярди індонезійських рупій на придбання засобів індивідуального захисту, медичних препаратів, дезинфікуючих засобів, транспортних засобів для медичних установ та інших необхідних засобів для боротьби з епідемією.
31 березня компанія «Grab» пожертвувала 10 мільйонів доларів США на боротьбу з епідемією коронавірусної хвороби в Індонезії.

#### Громадські організації
16 березня індонезійська Рада улемів та мусульманська організація «Мухаммадія» закликали не здійснювати п'ятничної молитви, та не відвідувати жодних богослужінь у найбільш уражених коронавірусною хворобою районах. 31 березня «Мухаммадія» також закликала віруючих до обмеження спільних молитов під час Рамадану та не проводити обряд відвідування рідних у селах під час епідемії.

## Обмеження транспортного сполучення
2 квітня уряд Індонезії заборонив в'їзд та транзит іноземних громадян на територію країни. Громадяни Індонезії, які повернулися з Китаю, Південної Кореї, Італії, Ірану, Великої Британії, Ватикану, Франції, Іспанії, Німеччини та Швейцарії, мали пройти додаткове медичне обстеження, та відбути 14-денний домашній карантин або самоізоляцію в залежності від стану здоров'я та появи ймовірних симптомів коронавірусної хвороби.
Авіакомпанії «Garuda Indonesia», «Citilink», «Lion Air», «Batik Air» та «Sriwijaya Air» скасували частину своїх рейсів та утримували свої літаки на землі. Натомість авіакомпанія «Indonesia AirAsia» скасувала всі свої рейси. Міжнародні авіакомпанії або тимчасово припинили перевезення, або продовжують виконувати лише частину авіарейсів. Частина інших міжнародних авіакомпаній, зокрема «China Airlines» та «Etihad Airways», вирішили не обмежувати кількість своїх авіарейсів, та продовжили працювати у звичному режимі.
З 24 квітня по 8 червня уряд призупинив виїзд будь-яким видом транспорту за межі районів принаймні з одним підтвердженим випадком хвороби, регіонів із введеними масштабними соціальними обмеженнями, та районів, оголошених червоними зонами щодо COVID-19. Ця заборона поширюється на всі види державного та приватного транспорту, зокрема на повітряний, морський, наземний та залізничний транспорт, за винятком транспортних засобів керівників державних установ, поліції та військових транспортних засобів, санітарних машин, пожежних автомобілів, катафалків та транспортних засобів, що перевозять засоби матеріально-технічного забезпечення, основні товари та медичні засоби.
Після різкого збільшення кількості хворих коронавірусною хворобою в Індонезії 59 країн заборонили своїм громадянам в'їзд до Індонезії та виїзд з неї на свою територію, зокрема Малайзія, Угорщина, Об'єднані Арабські Емірати, ПАР та США. Уряд Індонезії попросив уряди інших країн посприяти поверненню індонезійців на батьківщину, проте уряди цих країн поставили питання про те, чи здатна Індонезія впоратись із спалахом захворювання в себе, забезпечивши тим самим безпеку своїх громадян, які повернуться з-за кордону. Міністр закордонних справ Індонезії Ретно Марсуді обговорив по відеозв'язку це питання з представниками урядів інших країн, які в результаті дозволили в'їзд до Індонезії зі своєї території особам, які мають два негативних ПЛР-тести на коронавірус, мотивуючи це тим, що індонезійська економіка дуже вражена у зв'язку з пандемією коронавірусної хвороби.
Індонезія запровадила локдаун на 14 днів з 1 до 14 січня 2021 року після того, як у грудні 2020 року було виявлено новий варіант коронавірусу, який поширився в низці країн. Іноземцям зі всіх країн заборонили в'їзд на територію країни. Пізніше ці заходи було продовжено до 22 лютого.
26 березня 2021 року центральний уряд повідомив про своє рішення заборонити мудик (приїзд до родичів на свою малу батьківщину) під час Ід аль-Фітр з 6 по 17 травня, щоб стримати поширення COVID-19. Уряд також обмежив умови та вимоги до поїздок, починаючи з 22 квітня до 24 травня.
5 липня 2021 року уряд оновив умови та вимоги щодо поїздок під час надзвичайного обмеження громадської діяльності. Подорожуючі, які хотіли відвідати Індонезію, повинні були зробити ПЛР-тест принаймні за 72 години до вильоту та показати сертифікат вакцинації. Коли вони прибудуть до Індонезії, їм знову проведуть тестування, вони пройдуть обов'язковий карантин протягом 8 днів, а тим, хто хоче подорожувати всередині країни, доведеться зробити щеплення вакциною «Gotong Royong».

## Критика

### Помилки в діагностиці коронавірусної хвороби
Низка експертів охорони здоров'я на початкових етапах епідемії хвороби висловили стурбованість тим, що в Індонезії виявляють мало випадків внутрішньої передачі коронавірусної хвороби. Марк Ліпсіч, професор епідеміології Гарвардської школи охорони здоров'я Т. Чана, проаналізувавши авіарейси з центру спалаху хвороби в Китаї, припустив у своєму звіті, що Індонезія могла пропустити випадки коронавірусної хвороби на початку поширення епідемії. Закордонні дипломати, а також місцеві та міжнародні інформаційні агентства стверджували, що відсутність випадків коронавірусної хвороби в Індонезії є наслідком неадекватно низької кількості тестувань та недостатньої звітності, а не чистої удачі та божественного провидіння.
22 березня опубліковані результати дослідження, в якому вказано, що в Індонезії ймовірно офіційно підтверджено лише 2 % реальної кількості випадків коронавірусної хвороби в країні. За даними видання «The Jakarta Post» від 5 квітня 2020 року, з 2 березня центральні органи влади проводили лише 240 ПЛР-тестів на коронавірус на добу.

### Виділення коштів на рекламу в міжнародних соціальних мережах
Уряд Індонезії отримав велику порцію критики після того, як запланував виділити 72 мільярди рупій на рекламу країни в найбільших соціальних мережах світу для залучення туристів до країни.

### Непрозорість заходів
Президента Індонезії Джоко Відодо критикували Торгово-промислова палата Індонезії, низка правозахисних організацій, а також деякі політичні партії, зокрема Голкар та Партія справедливості та процвітання, у зв'язку з непрозорістю надання інформації щодо епідемії COVID-19.

### Затримка проведення тестів та лікування
Повідомлялось, що хворі на території Великої Джакарти вимушені тривалий час очікувати в чергах, щоб пройти обстеження або отримати лікування з приводу ймовірного випадку коронавірусної хвороби, оскільки лікарні в місті працюють з великим перевантаженням.

### Політика встановлення обмежень пересування
На президента країни Джоко Відодо розпочав посилюватися тиск від представників громадськості, щоб він наклав часткову ізоляцію на заражені коронавірусом райони, одночасно експерти повідомили, що країна має зовсім мало часу, щоб стримати поширення COVID-19 до свята Ід уль-Фітр, і саме строгий громадський карантин може стати єдиним рішенням для забезпечення стримання епідемії. 16 березня президент країни заявив, що карантинна політика є повноваженням центрального уряду, й попередив місцевих керівників, що вони не мають права вводити карантинні обмеження без дозволу центральної влади.
27 березня десятки індонезійських професорів медицини закликали до введення місцевого локдауну в найбільш уражених хворобою районах країни, заявивши одночасно, що введена урядова політика дотримання соціального дистанціювання не є ефективною. Уряд країни у цей час розпочав розробку проєкту розпорядження для визначення процедури та вимог щодо введення регіонального карантину.

### Цензура
Частина осіб, які критикували дії уряду Індонезії, були заарештовані буцімто за поширення неправдивої інформації щодо пандемії коронавірусної хвороби.

### Виключення частини випадків смерті з офіційної статистики
Згідно з даними інформаційного агентства «Reuters», оприлюднених у його доповіді, в Індонезії станом на 28 квітня 2020 року нараховувалось 2200 хворих, які померли з симптомами коронавірусної хвороби, проте не були включені до офіційної кількості померлих від COVID-19, яких за офіційними даними на цей день нараховувалось у країні 693. На думку агентства, це свідчить про те, що в Індонезії рівень смертності від коронавірусної хвороби вищий, ніж за даними офіційних джерел. Аналіз видання «Financial Times» показав, що в березні-квітні в Джакарті зареєстровано на 1400 більше смертей порівняно із середньою кількістю смертей за цей період у минулі роки. Цей показник надлишкової смертності в 15 разів перевищує офіційний показник у 90 смертей від COVID-19 за той самий період.

### Ухилення від обмежень на пересування
Традиційні поїзки до родичів після закінчення Рамадану сприяли поширенню коронавірусної хвороби в Індонезії, попри розпорядження уряду про соціальне дистанціювання та попри те, що локдаун в країні продовжений до червня. Окрім того, попри обмеження на виїзд, які накладені на райони принаймні з одним підтвердженим випадком, багато жителів країни нехтували цим, та намагалися ухилитися від цих обмежень, щоб повернутися до рідного міста під час святкування Ід аль-Фітр. Цей факт викликав занепокоєння медичних експертів у зв'язку з тим, що ці поїздки зможуть призвести до зростання кількості випадків хвороби, яка зможе в такому випадку легко поширитися з Джакарти та її міст-супутників, які є епіцентром пандемії, до інших регіонів Індонезії, в яких забезпечення медичних установ є слабшим, у зв'язку з чим існує можливість, що вони не зможуть упоратися з великою кількістю випадків хвороби.
У країні спостерігалися також інші способи ухилення від заборони на поїздки, зокрема було виявлено, що в одному із транспортних контейнерів перевозиться автомобіль з пасажирами, які хотіли перебратися з Яви на Суматру, ще чотири вантажні автомобілі також були затримані, після того як встановлено спробу ввезення на них 20 пасажирів із Джакарти всередині контейнерів, покритих брезентом.

### Недотримання заходів безпеки в тютюновій промисловості
Попри тимчасове закриття тютюнової фабрики «HM Sampoerna» у зв'язку зі смертю двох працівників від COVID-19, та виявлення ще 63 позитивний результат обстеження на коронавірус серед працівників фабрики, за словами Панду Ріоно, епідеміолога з Університету Індонезія, що інші тютюнові фабрики в Східній та Західній Яві продовжують працювати без забезпечення соціального дистанціювання, і їх працівники ніколи не носять масок для обличчя. Це викликає занепокоєння тим, що тютюнові фабрики можуть створити нові кластери коронавірусної хвороби, враховуючи, що ця галузь, як правило, має велику кількість робочої сили.

## Вплив епідемії

### Соціально-економічний вплив
У перші тижні епідемії в Індонезії захисні маски для обличчя виросли в ціні в деяких торгових точках більш ніж вшестеро від їх початкової роздрібної вартості — від близько 30 тисяч рупій до 185 тисяч рупій (деякі джерела повідомили, що фіксували ціну в 300 тисяч рупій) за упаковку, після оголошення про виявлення у двох осіб позитивного тесту на коронавірус. Повідомлення про панічні покупки масок для обличчя, а також їжі та інших побутових товарів, з'явилися з середини лютого відразу після підтвердження перших випадків коронавірусної хвороби. Президент Індонезії Джоко Відодо засудив спекуляцію масками для обличчя та дезинфікуючими засобами для рук, а національна поліція Індонезії розпочала боротьбу з підозрюваними у спекуляції.

### Перепис населення
В Індонезії подовжено час прийому онлайн-повідомлень під час проведення електронного перепису населення та скасовано прийом даних безпосередньо від населення. Організатори перепису повідомили, що вони будуть більше покладатися на дані місцевих адміністративних органів при підведенні підсумків перепису, та запросили додаткову технічну підтримку Фонду ООН у галузі народонаселення для кращого використання адміністративних даних під час перепису.

### Вплив на економіку
Індекс ділової активності Індонезії ослаб ще до підтвердження першого випадку коронавірусної хвороби в країні, наслідуючи світову тенденцію падіння цін на акції. Унаслідок очікування економічного уповільнення в Індонезії через зниження економічної активності в Китаї, 20 лютого Банк Індонезії знизив свої процентні ставки на 25 базисних пунктів до 4,75 %.
Після оголошення ВООЗ пандемії коронавірусної хвороби 12 березня після відкриття сесії індонезійської фондової біржі в четвер уранці індекс ділової активності Індонезії впав відразу на 4,2 % до 4937, до найнижчого рівня за останні чотири роки. 13 березня уперше з 2008 року внаслідок пандемії коронавірусної хвороби зупинено торгівлю акціями на біржі. Індонезійська рупія послабилась до долара США до 15 тисяч рупій за долар — найнижчого курсу з жовтня 2018 року.
19 березня індекс ділової активності Індонезії впав відразу на 5 %, що спричинило зупинку торгів на індонезійській фондовій біржі. Це стало четвертою зупинкою торгів на біржі після початку пандемії коронавірусної хвороби. Фінансові служби країни рекомендували призупинити торги на біржі при зниженні індексу ділової активності на 15 %.
Низка торгових центрів самостійно закрилися у зв'язку зі зменшенням кількості відвідувачів; лише аптеки, магазини продовольчих товарів та банкомати продовжують працювати в скороченому режимі.
Міністр фінансів Індонезії дав прогноз, що темпи росту економіки у другому кварталі можуть впасти до 0,3 % або навіть до мінус 2,6 %, проте в третьому кварталі може відновитися до 1,5-2,8 %.
Зростання економіки Індонезії у першому кварталі 2020 року становило 2,97 %, що стало найнижчим показником економічне зростання, зафіксованого з 2001 року. Скорочення економіки в другому кварталі становило 5,32 %, що перевищує прогнози щодо падіння економіки як уряду, так і економістів. За розрахунками серпня 2020 року могли втратити роботу близько 3,7 мільйона індонезійців. Скорочення стало найбільшим падінням економіки, яке пережила Індонезія після Азійської фінансової кризи.

### Вплив на спорт, туристичну та рекреаційну галузь

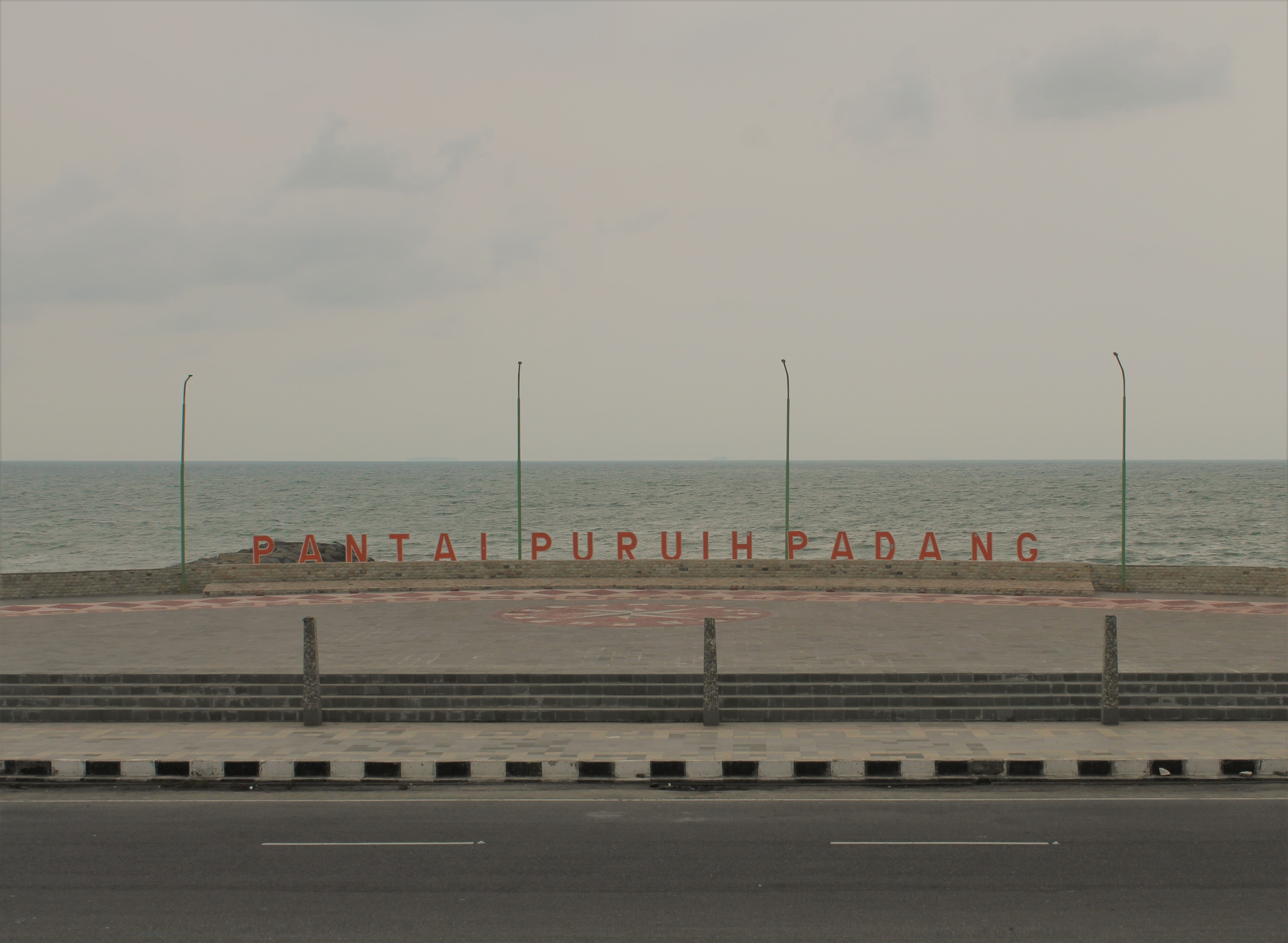
Безлюдний пляж в Паданзі після заклику уряду про запровадження соціального дистанціювання.

Туристична галузь Індонезії значно постраждала внаслідок пандемії. У березні 2020 року загальна кількість туристів впала на 64 %, а туристів з Китаю на 97 %. У готелях була зайнята лише незначна частина місць, причому деякі готелі мали 5 % і навіть 0 % заповнюваності через надмірну спеціалізацію для китайських туристів, збільшення обмежень на поїздки з країн із високим рівнем поширення хвороби, та загальну боязнь інфікуватися коронавірусом. Проте підвищився інтерес до внутрішнього туризму, а китайські туристи, які вже прибули на острів, у переважній більшості вирішили продовжити своє перебування в країні. Усі пляжі на Балі були тимчасово закриті для відвідувачів.
Відкриття Національного спортивного тижня 2020 року у провінції Папуа, яке спочатку було заплановано на жовтень, відкладено на наступний рік. еПрі Джакарти Формули E сезону 2019—2020 року також відкладено у зв'язку з епідемією. Міське управління капітальних інвестицій та єдиного вікна Джакарти оголосило, що планує перенести будь-які громадські заходи з масовими зібраннями з березня на квітень після повідомлення про збільшення кількості випадків COVID-19 до 27.
У зв'язку з пандемією коронавірусної хвороби скасовані низка виступів закордонних музикантів та музичних гуртів, зокрема Річа Браяна, «Hammersonic», «Dream Theatre», «Babymetal», «Slipknot», «ONE OK ROCK», скасований фестиваль електронної танцювальної музики «We Are Connected». Відкладено прем'єрні покази кількох індонезійських фільмів. Відкладено проведення міжнародного автосалону в Індонезії.
У 2020 році скасовані у зв'язку з пандемією коронавірусної хвороби відкритий чемпіонат Індонезії з бадмінтону та турнір з бадмінтону Indonesia Masters Super 100.
Молодіжний чемпіонат світу з футболу 2021 року, який мав відбутися в Індонезії з 20 травня по 12 червня 2021 року, був скасований ФІФА 24 грудня 2020 року. Попри скасування, Індонезія отримала право провести наступний молодіжний чемпіонат світу з футболу.

## Перехід до ендемічної стадії
8 травня 2022 року губернатор Балі І Ваян Костер попросив надати Балі статус ендемічності щодо COVID-19, щоб «прискорити відновлення туризму та економіки Балі».
20 вересня 2022 року було повідомлено, що вся Індонезія «...може досягти ендемічної стадії COVID-19».